# Francesco Bartolozzi

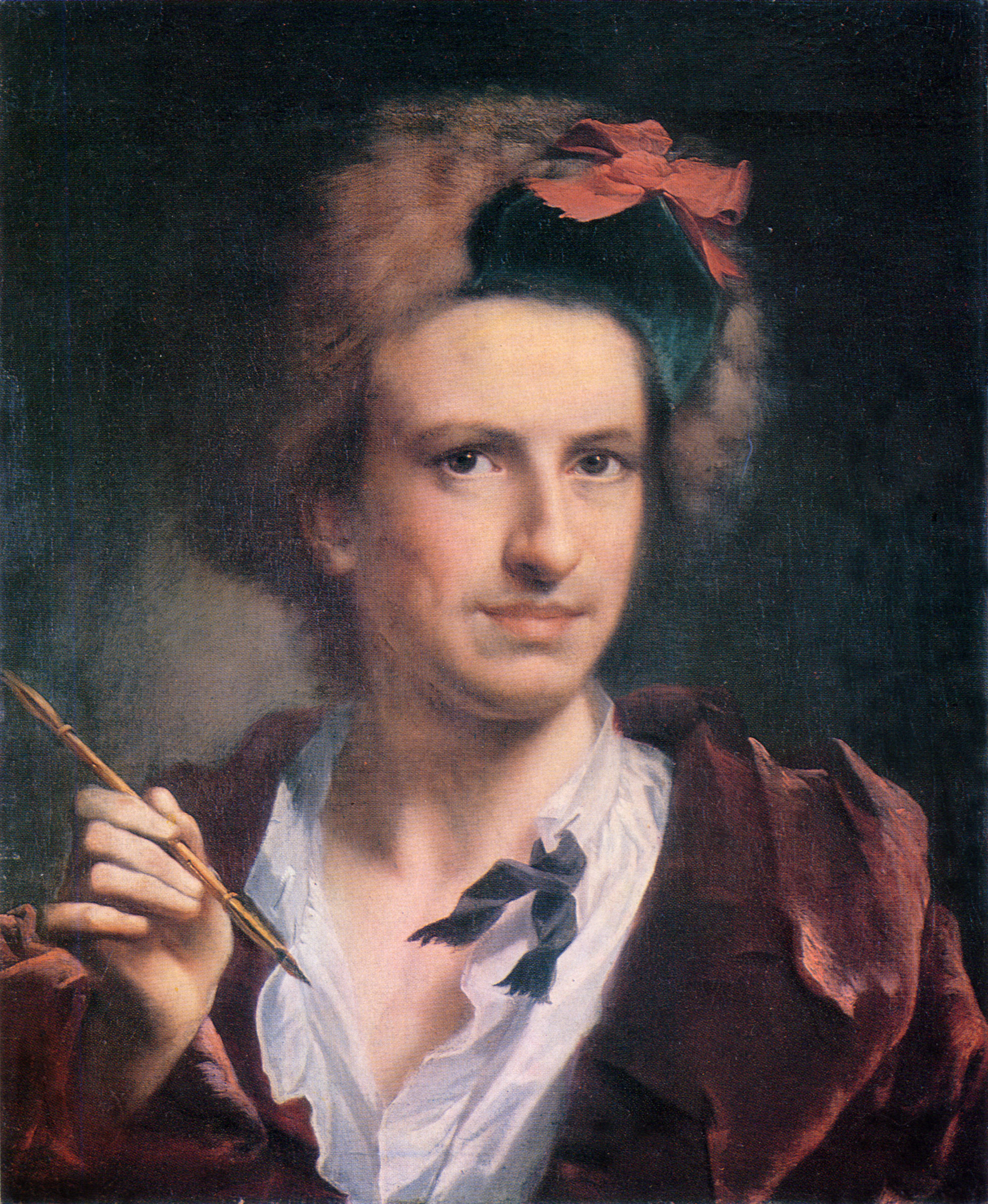
Francesco Bartolozzi, porträtiert von Anton Raphael Mengs

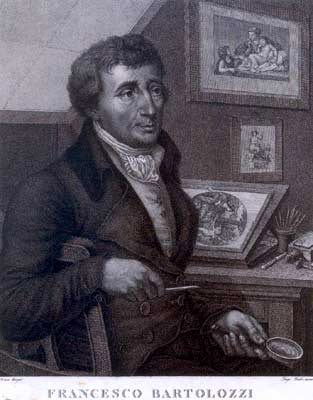
Francesco Bartolozzi, Selbstporträt

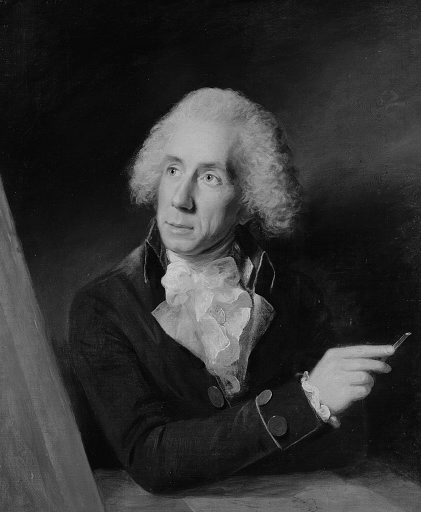
Francesco Bartolozzi, porträtiert von Lemuel Francis Abbott

Francesco Bartolozzi (* 25. September 1728 in Florenz; † 2. März 1815 in Lissabon) war ein italienischer Kupferstecher, Zeichner und Verleger.

## Leben
Francesco Bartolozzi sollte eigentlich den Beruf seines Vaters, eines Gold- und Silberschmieds erlernen, studierte dann jedoch an der Accademia in Florenz und besuchte Mal- und Zeichenkurse bei Ignazio Hugford. Er ging nach Venedig, wo er ab 1748 in der Werkstatt des Kupferstechers Joseph Wagner (1706–1780) arbeitete. 1754 eröffnete er eine eigene Werkstatt. Im Jahre 1764 ging er nach Rom. Ab 1764 lebte er auf Einladung von Richard Dalton, Bibliothekar König George III., in London. Dort wurde er nach einiger Zeit zum „Engraver of the King“ mit einem Jahresgehalt von 300 £ ernannt. Am 10. Dezember 1768 war er Gründungsmitglied der Royal Academy of Arts. In London entwickelte Bartolozzi eine neue Technik der Kupferstecherei, die Schattierungen ermöglichte und Farbdrucke erleichterte. 1801 erhielt er die Berufung zum Direktor der Nationalakademie in Lissabon. Dies Position hatte er bis kurz vor seinem Tode im Jahre 1813 inne.
Sein Sohn Stefano Gaetano Bartolozzi (1757–1821) war ebenfalls Kupferstecher, jedoch überwiegend als Kunsthändler tätig. 

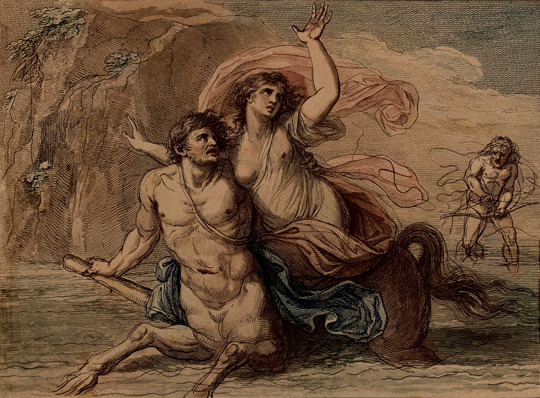
Deianeira, 1787
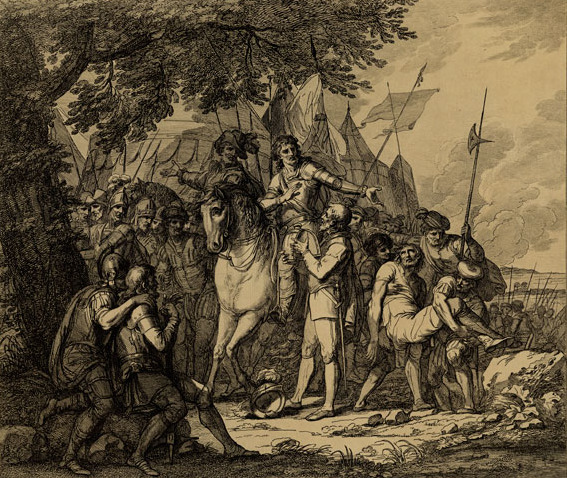
The death of Sidney, 1788
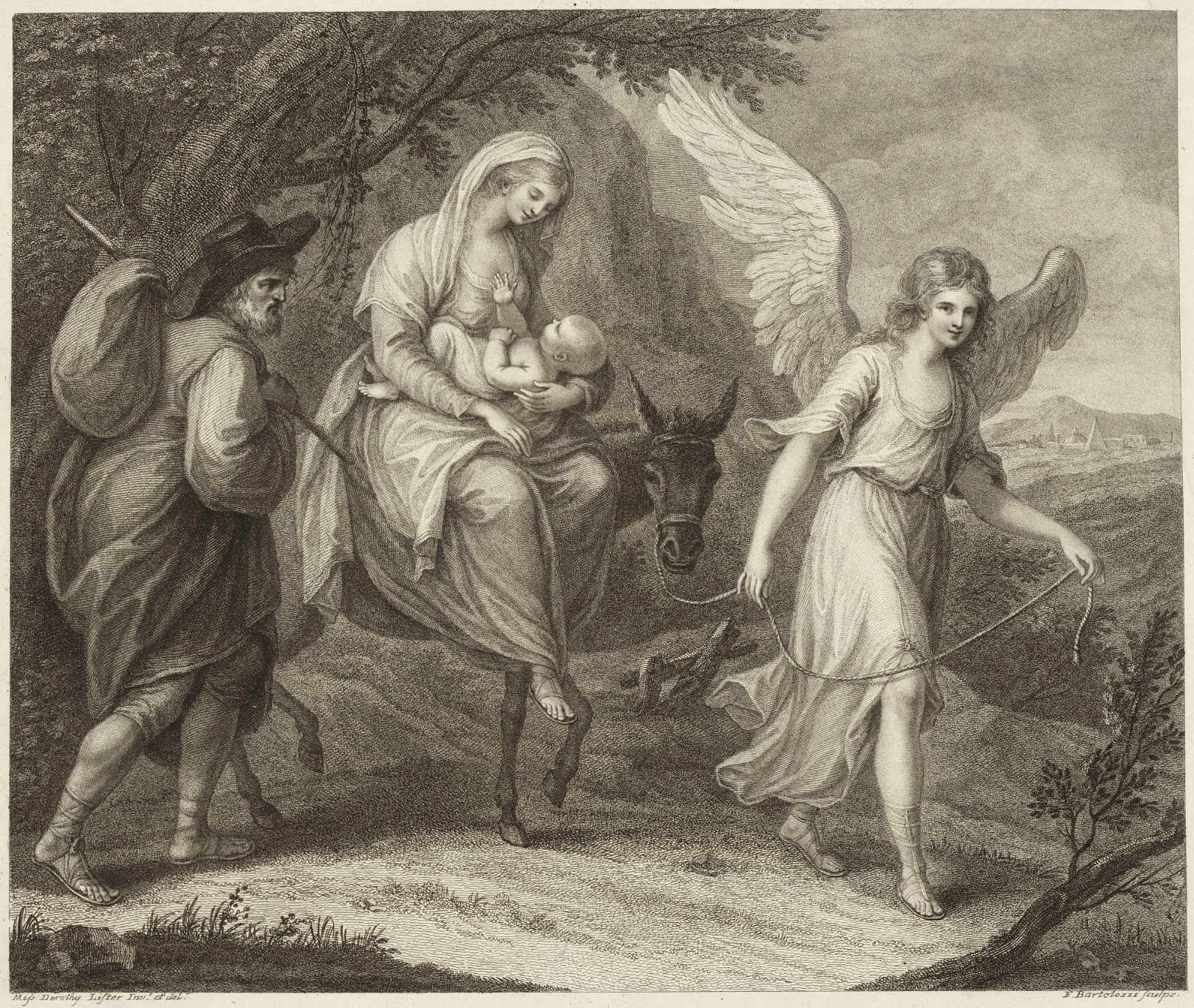
Flight into egypt, 1790
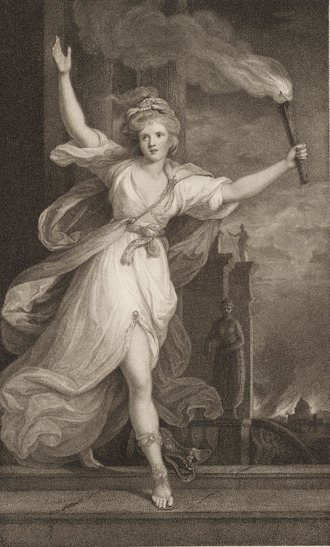
Thais, 1792
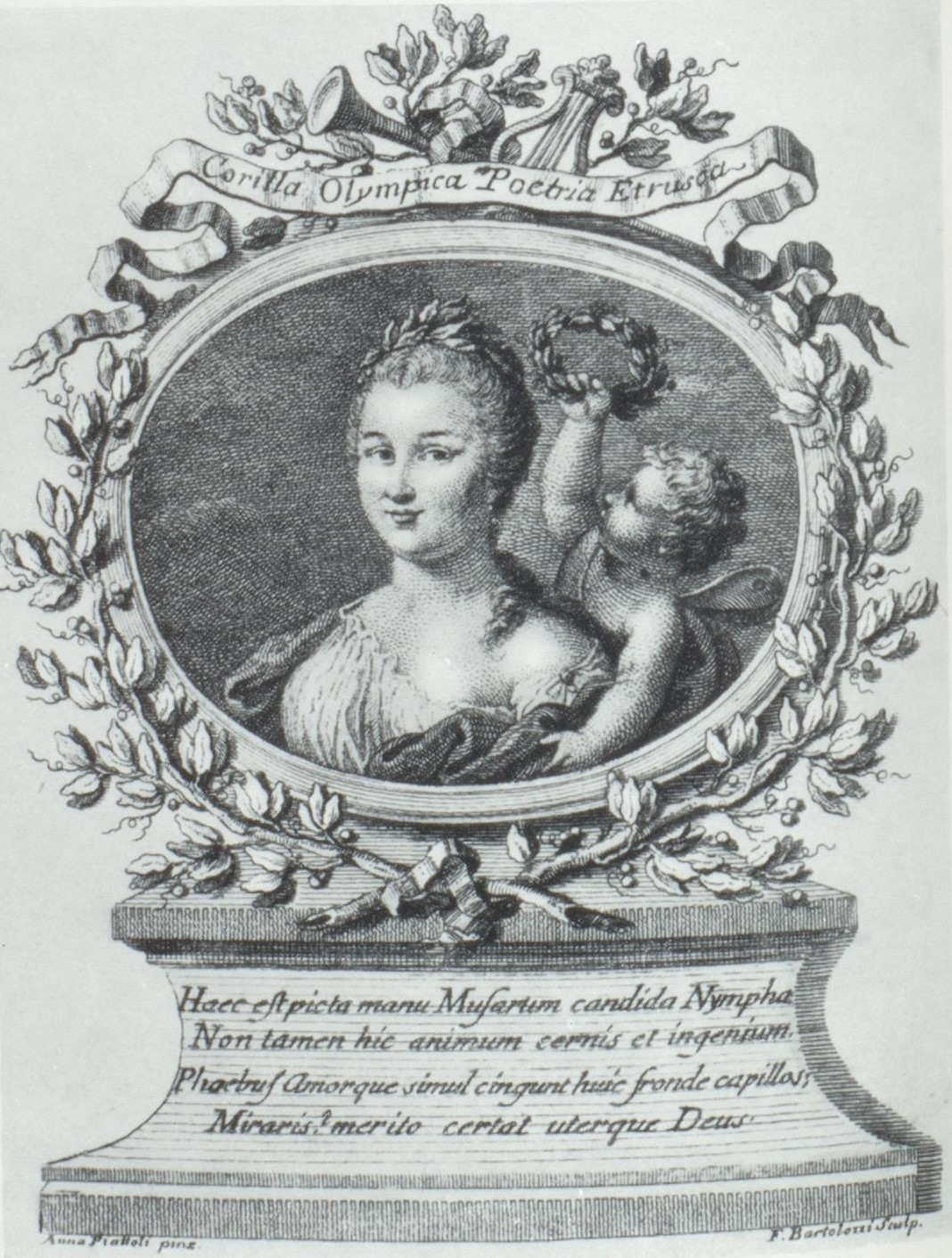
Corilla Olympica